# Nisan (Monat)

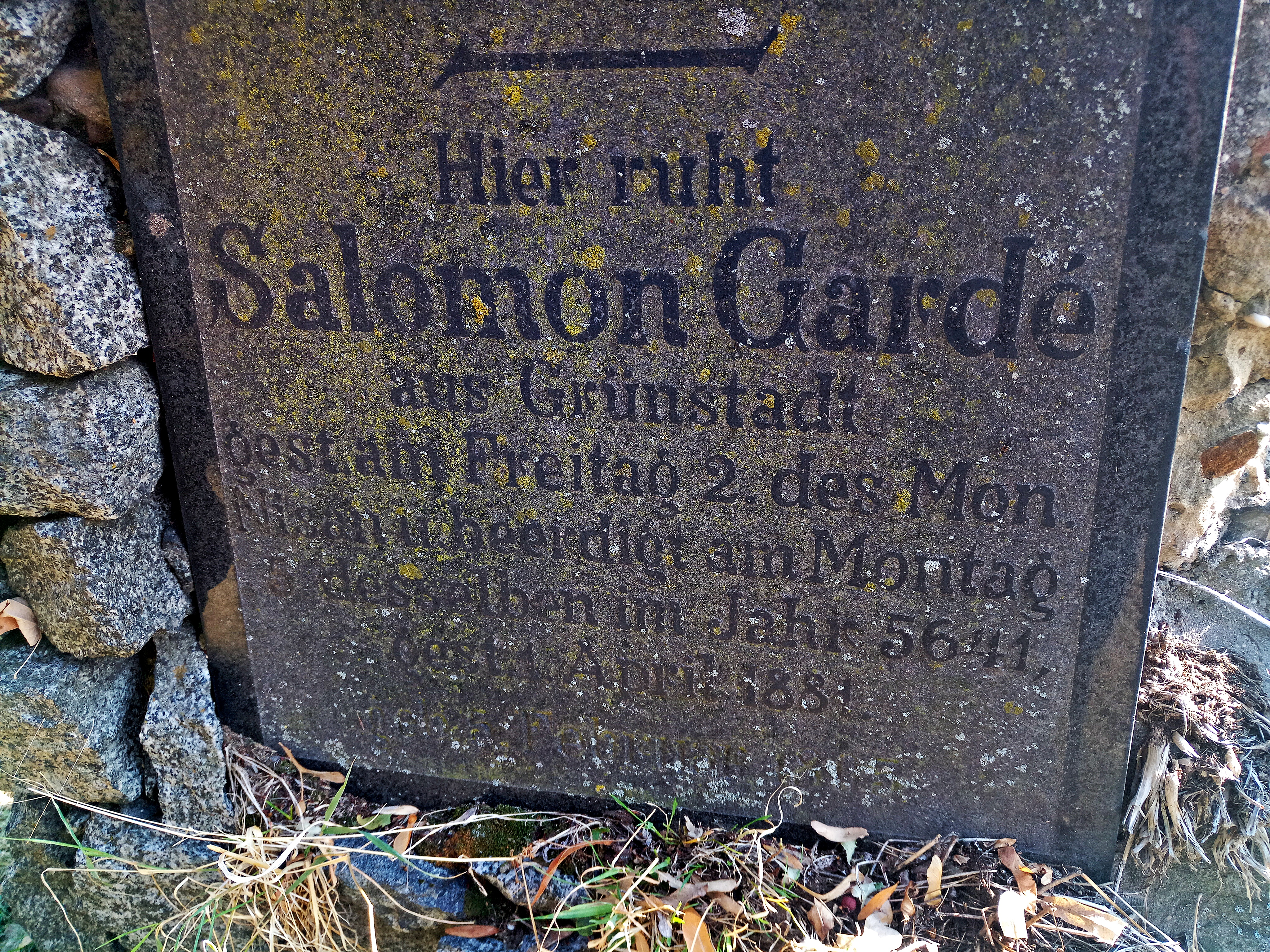
Grabinschrift, gest. „Freitag 2. des Mon. Nisan“ 5641 (=1881), Jüdischer Friedhof Grünstadt

Nisan (hebräisch ניסן, auch Nissan) ist der siebte Monat nach dem „bürgerlichen“ jüdischen Kalender und der erste Monat nach dem „religiösen“ Kalender. Er dauert immer 30 Tage. Verglichen mit dem gregorianischen Kalender schwankt der Beginn des Monats Nisan, fällt jedoch in den Zeitraum von Mitte März bis Mitte April, was damit zusammenhängt, dass der jüdische Kalender kein Solarkalender wie der gregorianische, sondern ein Lunisolarkalender ist.

## Vorkommen im Tanach
Im Tanach ist die Bezeichnung „Nisan“ zweimal (Neh 2,1 ; Est 3,7 ) belegt:

„Im ersten Monat, das ist der Monat Nisan, im zwölften Jahr des Königs Ahasveros, wurde das Pur, das ist das Los, geworfen vor Haman, von einem Tage zum andern und von Monat zu Monat, und das Los fiel auf den dreizehnten Tag im zwölften Monat, das ist der Monat Adar.“

In den Festkalendern der Bücher Exodus und Deuteronomium dagegen wird der Monat als „Abib“ (im Ivrit „Aviv“ gesprochen), das heißt „Frühlingsmonat“, bezeichnet (z. B. Exodus 13,4 ).
In den Nisan fallen folgende Fest- und Gedenktage:
- Seder (14.)
- Pessach (15.–21., 22. nur außerhalb Israels)
- das Omer-Zählen
- der Jom haScho’a (27.)

## Herkunft des Namens
Der Begriff leitet sich vom akkadischen Wort nisannu ab, was sich auf die Frühjahrsblüte bezieht. Nisannu ist ein Monatsname des babylonischen Kalenders. Der Name Nisan wird in arabischsprachigen Ländern der Levante (Libanon, Syrien, Jordanien, Irak), im heutigen Türkisch und in der kurdischen Sprache für den Monat April des gregorianischen Kalenders verwendet.